# Tamakautoga
Tamakautoga és un dels catorze municipis de l'estat insular de Niue, a l'Oceà Pacífic. Tamakautoga es troba en la porció del sud-oest de l'illa i té frontera amb els municipis de Avatele, Hakupu, i la capital de Niue, Alofi, trobant-se amb tots tres en un quadrifini. Segons el cens de 2022, la població és de 180 habitants, que va baixar de les 198 de l'any 2017. Aquest nombre ha disminuït siginificativament des del segle XIX, ja que segons el cens d'una missió de 1899 hi vivien a Tamakautoga 275 persones. Tamakautoga és representat per Andrew Funaki en l'Assemblea de Niue.
El clima de Tamakautoga és classificat com a clima equatorial segons el sistema de classificació climàtica de Köppen. Les temperatures de Tamakautoga varien d'una mitjana de 22.7 °C (72.9 °F) al juliol, el mes més fred, a una mitjana de 26.5 °C (79.7 °F) al febrer, el mes que fa més calor. Les precipitacions mitjanes de Tamakautoga van d'una mínima de 88mm al juny, el mes més sec, a uns 223mm al gener, quan més plou.
El Memorial de Guerra de Tamakautoga ret homenatge als soldats de Tamakautoga que van lluitar en la Segona Guerra Mundial juntament amb les Forces Expedicionàries de Nova Zelanda. A Tamakautoga s'hi celebra un espectacle anual que inclou actuacions, menjades i altres activitats. L'any 2017 el dia de l'espectacle va ser el 26 d'agost. A Tamakautoga s'hi troba l'Scenic Matavai Resort Niue, un complex turístic de 55 habitacions a la costa de Niue que forma part de l'Scenic Hotel Group. Tamakautoga està connectada a diverses carreteres locals així com a l'Aeroport Internacional de Niue, part del qual es troba dins de les fronteres del municipi.
L'escriptor australià Louis Becke va documentar un viatge a Niue en el seu llibre de 1897 titulat Wild Life in Southern Seas en què el seu infermer es va endur la seva filla a Tamakautoga per trobar-se amb membre de la família de l'infermer.
L'àrea és una destinació turística popular per al submarinisme.